# Philippe Coutinho
Philippe Coutinho Correia (pronunciación en portugués: /fiˈlipi kowˈtʃĩɲu/; Río de Janeiro, 12 de junio de 1992) es un futbolista brasileño que juega como extremo en el C. R. Vasco da Gama del Campeonato Brasileño de Serie A.
Demostró en sus inicios una notable técnica que le hizo destacar en las categorías inferiores del C. R. Vasco da Gama, lo que le hizo en 2008 firmar por el Inter de Milán, y continuar en Brasil hasta 2010, fecha en la que recaló definitivamente en Europa siendo una de las promesas del fútbol brasileño. Tras un período de adaptación al fútbol europeo, cesión a España mediante, terminó por fichar por el Liverpool F. C. convirtiéndose en su jugador franquicia. En enero de 2018 se convirtió en el segundo fichaje más caro -después de Neymar- de la historia del F. C. Barcelona, que pagó 120 millones de euros por el centrocampista más otros 40 millones posibles en variables.
Caracterizado por una gran visión de juego y excelentes cualidades en pases y dribbling le valieron el apodo del «pequeño mago» y fue incluido en el mejor once del Premier League 2015. Sus cualidades fueron exaltadas por la leyenda brasileña Pelé quien le auguró un gran futuro al jugador.

## Trayectoria

### Primeros pasos

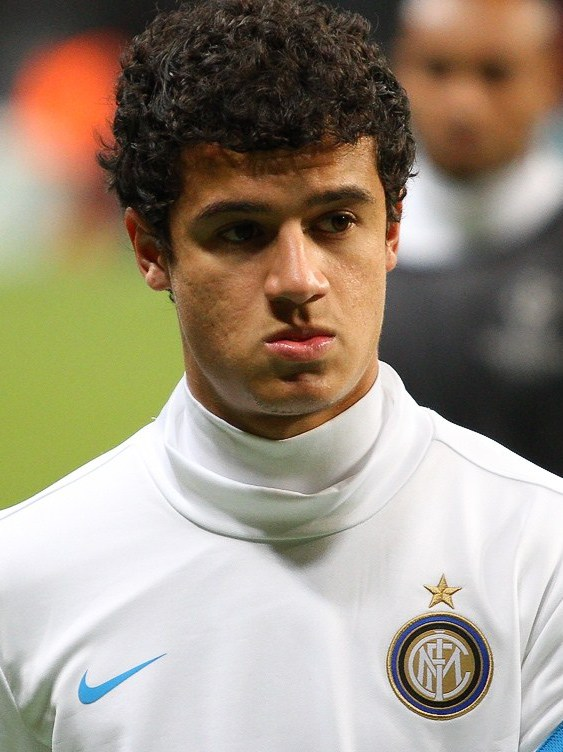
Coutinho durante su etapa en Italia.

En 2008 llamó la atención de varios clubes europeos tras su participación en el Torneo MIC con la selección brasileña junto a su amigo Neymar. Finalmente, fue el Inter de Milán el que llegó a un acuerdo con el Vasco da Gama por el traspaso del joven jugador brasileño. El equipo italiano pagó 3,8 millones de euros por el jugador, que permanecería hasta que cumpliera la mayoría de edad en el equipo brasileño. Con el club brasileño logró un ascenso a la Serie A brasileña en noviembre de 2009.
En verano de 2010 se incorporó a las filas del Inter de Milán como la "gran promesa del club". Debutó con el equipo nerazurri el 31 de julio de 2010, en Baltimore, Estados Unidos, contra el Manchester City en un partido de pretemporada. Su primer partido oficial fue el 27 de agosto, en la final de la Supercopa de Europa, frente al Atlético de Madrid. Rápidamente fue ganándose la confianza de Rafa Benítez que empezó a utilizarlo con frecuencia en el equipo. Sin embargo, cuando empezaba a disfrutar de más titularidades sufrió una grave lesión a mediados de noviembre que le tuvo de baja durante más de dos meses impidiéndole a acudir al Mundial de Clubes. Su primer gol oficial con la camiseta nerazurra fue el 8 de mayo de 2011 frente a la Fiorentina, realizando un maravilloso tiro libre. En su primera temporada en el club italiano participó en seis encuentros de Liga de Campeones.
En enero de 2012 fue cedido durante el mercado de invierno al Real Club Deportivo Espanyol por petición expresa del entrenador, Mauricio Pochettino, donde disputó media temporada y logró cinco tantos.
Inició la campaña 2012-13 en las filas del Inter logrando un gol en la victoria por 0 a 3 ante el Hadjuk Split. El 26 de agosto marcó en la jornada inaugural de la Serie A ante el Pescara (0-3).

### Liverpool
En enero de 2013, tras no tener los minutos deseados en el Inter, el Liverpool F. C. se interesó por él y tras negociaciones, ambos clubes llegaron a un acuerdo para su traspaso, en el cual los ingleses desembolsaron 10 millones de libras por sus servicios, siendo presentado el 30 de enero con el dorsal número "10". Debutó en el partido disputado en el estadio de Anfield, contra el West Bromwich Albion el 11 de febrero, al reemplazar a Stewart Downing en el minuto 78. El 17 de febrero logró su primer gol con el club inglés en la victoria por 5 a 0 ante el Swansea. El 12 de mayo, asistió dos veces a Daniel Sturridge ayudándolo a obtener su primer hat-trick en la Premier League, en una victoria 1-3 sobre el Fulham F. C. en Craven Cottage. Marcó un gol ante el Queens Park Rangers en el último partido de Jamie Carragher con el club de Liverpool.

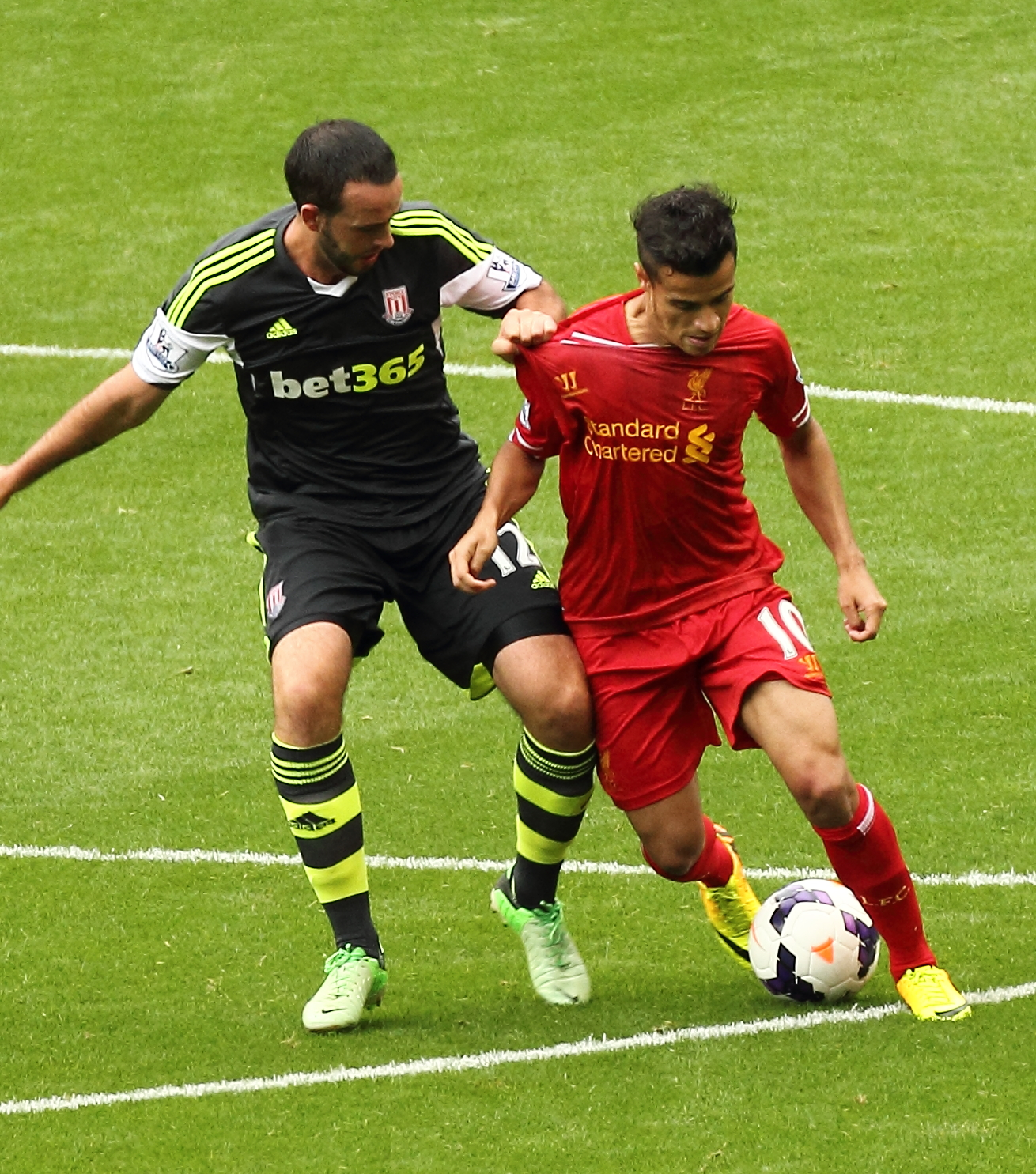
Coutinho vs Stoke City en 2013

El 16 de septiembre de 2013 se lesionó el hombro contra el Swansea City después de un choque con Ashley Williams. Volvió a la titularidad para la victoria 4-0 sobre el Fulham, en Anfield, el 9 de noviembre. El 23 de noviembre marcó el primer gol del partido en el clásico de la ciudad de Liverpool que enfrentó al Everton F. C. El 26 de diciembre marcó el gol en la derrota ante el Manchester City por 2-1. El 30 de marzo de 2014 anotó el tercer gol en la victoria 4-0 sobre el Tottenham Hotspur en Anfield. El 13 de abril de 2014, Coutinho marcó el gol de la victoria en el minuto 78 en la victoria por 3-2 contra el Manchester City. El resultado puso al Liverpool siete puntos por delante del Manchester City en la cima de la tabla de la Premier League 2013-14 a falta de cuatro partidos. Sin embargo, al Manchester City le quedaban seis partidos y pasó a ganar el título, mientras que el Liverpool terminó segundo. Finalmente, el equipo red no pudo alzarse con la Premier League.
Durante la temporada, Coutinho jugó principalmente en el centro del campo y se ganó los elogios de muchos expertos debido a sus pases largos y precisos desde el centro del campo, su habilidad para el regate y su juego creativo para asistir a los delanteros Luis Suárez y Daniel Sturridge.
El 17 de agosto de 2014 hizo su debut de la temporada 2014-15 en la victoria por 2-1 ante el Southampton. Dio su primera asistencia de la temporada en la victoria por 2-1 ante el Swansea City, en la cuarta ronda de la Copa de la Liga, en la que asistió a Dejan Lovren para marcar el gol de la victoria. El 19 de octubre anotó su primer gol de la temporada en una victoria de visitante por 3-2 contra el Queens Park Rangers en el minuto 90. El 21 de diciembre anotó el primer gol del Liverpool en el empate 2-2 ante el Arsenal en Anfield. El 31 de enero de 2015 asistió los dos goles de Raheem Sterling y Daniel Sturridge en la victoria por 2-0 sobre el West Ham. El 3 de febrero de 2015 firmó un nuevo contrato a largo plazo con el club hasta 2020. El 4 de febrero, justo un día después de extender su contrato, logró el gol de la victoria en el partido de cuarta ronda de la FA Cup contra el Bolton Wanderers de una victoria por 2-1. El 22 de febrero anotó el primer gol en la victoria del Liverpool por 2-0 sobre el Southampton, que sería elegido como el mejor gol del equipo red de la temporada. En el siguiente partido ante el Manchester City, el 1 de marzo, marcó el gol de la victoria para el Liverpool. El 8 de abril anotó el gol de la victoria en la 6.ª ronda de la FA Cup, ante el Blackburn Rovers, en Ewood Park. Once días más tarde, le anotó a Shay Given en la semifinal de la FA Cup frente al Aston Villa en el Estadio Wembley, pero el Aston Villa se impuso por 2-1. El 26 de abril, Coutinho fue el único jugador del Liverpool nombrado en el Equipo de PFA del año. El 2 de mayo anotó el gol que abrió el marcador y luego asistió a Steven Gerrard a los 87 minutos, en la victoria por 2-1 sobre el Queens Park Rangers. El 20 de mayo fue nombrado jugador de la temporada del equipo. Al final de la temporada fue preseleccionado para los PFA Jugador del Jugador del Año y la PFA Jugador Joven del Año, perdiendo con Eden Hazard y Harry Kane respectivamente.
El 9 de agosto de 2015 anotó el gol del triunfo a los 86 minutos con un disparo de 25 yardas en el primer partido del Liverpool de la temporada, una victoria por 1-0 ante el Stoke City. El 31 de octubre marcó un doblete para sellar una victoria por 3-1 sobre el Chelsea en Stamford Bridge. El 21 de noviembre anotó en la victoria por 4-1 sobre el Manchester City en el Etihad Stadium. El 5 de enero de 2016 sufrió una lesión en el muslo en la victoria por 1-0 sobre el Stoke City, en el Britannia Stadium en la ida de las semifinales de la Copa de la Liga, que lo dejó afuera durante tres semanas. El 9 de febrero volvió a marcar un gol en el empate 1-1 contra el West Ham United en la FA Cup, sin embargo el Liverpool perdió en la prórroga. El 28 de febrero, en la final de la Copa de la Liga, anotó el gol del empate en el minuto 83 que supuso el 1-1 ante el Manchester City. Sin embargo, el partido fue a penales y falló uno de los tres que atajó Willy Caballero. El 17 de marzo marcó el gol del Liverpool ante el Manchester United (1-1), en Old Trafford, ayudando al equipo a una victoria global de 3-1 que los clasificó para los cuartos de final de la Liga Europa; este gol fue considerado el mejor gol de la temporada del equipo al batir con una vaselina a David de Gea. El 14 de abril marcó el segundo gol de Liverpool en la remontada 4-3 contra el Borussia Dortmund en el partido de vuelta de los cuartos de final. El 13 de abril fue uno de los seis jugadores nominados para el 2016 PFA Jugador Joven del Año. El 20 de abril marcó el cuarto en una victoria 4-0 en el clásico frente al Everton. El 18 de mayo fue titular en la derrota por 1 a 3 ante el Sevilla en la final de la Liga Europa.
El 14 de agosto de 2016 logró un doblete en la victoria por 3 a 4 ante el Arsenal, uno de ellos de falta directa. En noviembre cayó lesionado en el tobillo derecho, por lo que estuvo de baja algo más de un mes. En enero de 2017 fue renovado hasta 2022 debido a las actuaciones que venía realizando en el equipo inglés, siendo nombrado en diversas ocasiones como jugador del partido. En las últimas nueve jornadas de Premier League logró siete tantos que le acabaron convirtiendo en el máximo goleador de la temporada con 14 tantos.
El 6 de diciembre de 2017 logró un hat-trick en la goleada por 7 a 0 ante el Spartak Moscú. Entre el 17 y el 26 de diciembre anotó en tres jornadas consecutivas en Premier League (Bournemouth, Arsenal y Swansea) por segunda vez en su carrera. Tras 201 partidos, 54 goles y más de 40 asistencias el centrocampista brasileño puso fin a su etapa en Anfield para jugar en el F. C. Barcelona.

### F. C. Barcelona - primera etapa
El 6 de enero de 2018 se oficializó su fichaje por 120 millones y 40 en variables para el Fútbol Club Barcelona firmando un contrato por lo que quedaba de temporada y cinco más. Sin embargo, en su primera media temporada no pudo participar en las eliminatorias de la Liga de Campeones porque ya lo había hecho en la fase de grupos con el Liverpool. Su primera aparición vistiendo la camiseta del club fue en el partido de vuelta de cuartos de final de la Copa del Rey de fútbol 2017-18 disputado el 25 de enero, contra el Real Club Deportivo Espanyol, al sustituir en el minuto 68 a Andrés Iniesta. Fue por primera vez titular en Liga contra el Deportivo Alavés el 28 de enero, mientras que anotó su primer gol en el partido de vuelta de la semifinal de la Copa del Rey el 8 de febrero contra el Valencia Club de Fútbol, en el minuto 49, minutos después de entrar en sustitución por André Gomes. Su primer gol en Liga con el club blaugrana llegó, el 24 de febrero, ante el Girona con un disparo desde fuera del área.
Su primer título como blaugrana llegaría en la final de la Copa del Rey, donde fue titular y participó en la goleada por 5-0 ante el Sevilla F. C., anotando el último tanto de penalti que había provocado él mismo. Días más tarde, tras la victoria ante el Deportivo de la Coruña en el Estadio de Riazor, se confirmó matemáticamente el título de Liga para el Fútbol Club Barcelona. El 9 de mayo volvió a salir de titular e incluso volvió abrir el marcador en el partido contra el Villarreal C. F. en el que el F. C. Barcelona se impuso como local en el Camp Nou por 5 a 1. Su primer hat-trick con el equipo catalán se produjo ante el Levante Unión Deportiva en una derrota por 5 a 4. También el 20 de mayo marcó el último gol de la temporada del equipo catalán en Liga en la victoria (1-0) ante la Real Sociedad. En sus primeros meses en el club fue capaz de lograr diez tantos y seis asistencias.

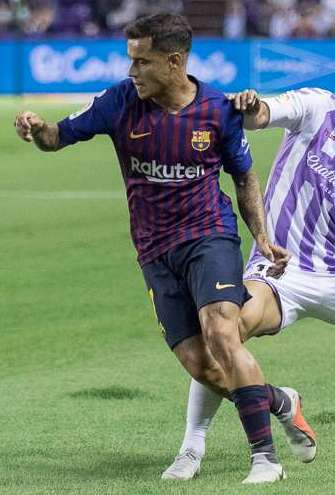
Coutinho vs Real Valladolid en 2019

El 3 de octubre de 2018 logró su primer gol en Liga de Campeones con el club catalán en la victoria por 2 a 4, en Wembley, ante el Tottenham a los 92 segundos de juego. El 20 de octubre abrió el marcador en la victoria por 4 a 2 ante el Sevilla FC, que llegó al Camp Nou como líder. El 28 de octubre hizo lo propio en la goleada por 5 a 1 en El Clásico ante el Real Madrid.

### Bayern de Múnich
El 17 de agosto de 2019 se hizo oficial su cesión al Bayern de Múnich por una temporada, con opción de compra al final de la misma. El 19 de agosto el F. C. Barcelona hizo oficial el acuerdo, el club alemán pagaba 8,5 millones de euros por dicha cesión y se hacía cargo de la ficha del jugador y la opción de compra era de 120 millones de euros. Con el conjunto bávaro conquistó la Bundesliga y el 4 de julio también la Copa de Alemania ante el Bayer Leverkusen por 4-2.
El 14 de agosto de 2020, casi un año después de su salida del club catalán, anotó un doblete y dio una asistencia en la victoria por 8-2 en los cuartos de final de la Liga de Campeones ante el propio F. C. Barcelona. El 23 de agosto ganó la Liga de Campeones, tras vencer 1-0 al París Saint-Germain en la final, entrando como suplente a los 68 minutos.

### F. C. Barcelona - segunda etapa
Su representante confirmó que Ronald Koeman lo llamó el día después de la final de la Liga de Campeones y le dijo que entraba en sus planes. El 12 de septiembre de 2020 volvió a disputar un encuentro con el conjunto azulgrana y anotó el último tanto de penalti, en la victoria por 3-1 sobre el Nàstic de Tarragona en un amistoso de pretemporada. El 27 de septiembre, en su primer partido oficial desde su regreso, dio una asistencia en la victoria del Barcelona 4-0 sobre el Villarreal C. F. de la 3.ª jornada de la Liga 2020-21. El 1 de octubre dio otra asistencia en la victoria por 0-3 sobre el R. C. Celta de Vigo y tres días después marcó en el empate 1-1 con el Sevilla Fútbol Club de la 5.ª jornada de la Liga 2020-21. El 20 de octubre anotó en la victoria por 5-1 sobre el Ferencváros T. C. en Liga de Campeones. El 29 de noviembre marcó en el triunfo por 4-0 sobre el C. A. Osasuna.
Finalmente, en enero de 2022 se marchó nuevamente después de 106 partidos y marcar 26 goles con la camiseta azulgrana. En estos 106 partidos obtuvo 65 victorias, 24 empates y 15 derrotas.

### Regreso a Inglaterra con Aston Villa
El 7 de enero de 2022 se confirmó su vuelta al fútbol inglés tras ser cedido con opción de compra hasta final de temporada al Aston Villa F. C., equipo que se hacía cargo de una parte de su ficha. Se estrenó con los villanos el 15 de enero en la igualdad de 2-2 frente al Manchester United, donde fue partícipe de la jugada del primer gol y anotando el segundo para su equipo al minuto 81.
El 12 de mayo se hizo efectiva la opción de compra a cambio de 20 millones de euros y el 50% de plusvalía de un futuro traspaso. Firmó un contrato hasta el año 2026.

### Préstamo a Catar
El 8 de septiembre fue cedido a Al-Duhail de la Liga de Catar hasta el 30 de junio de 2024.

## Selección nacional

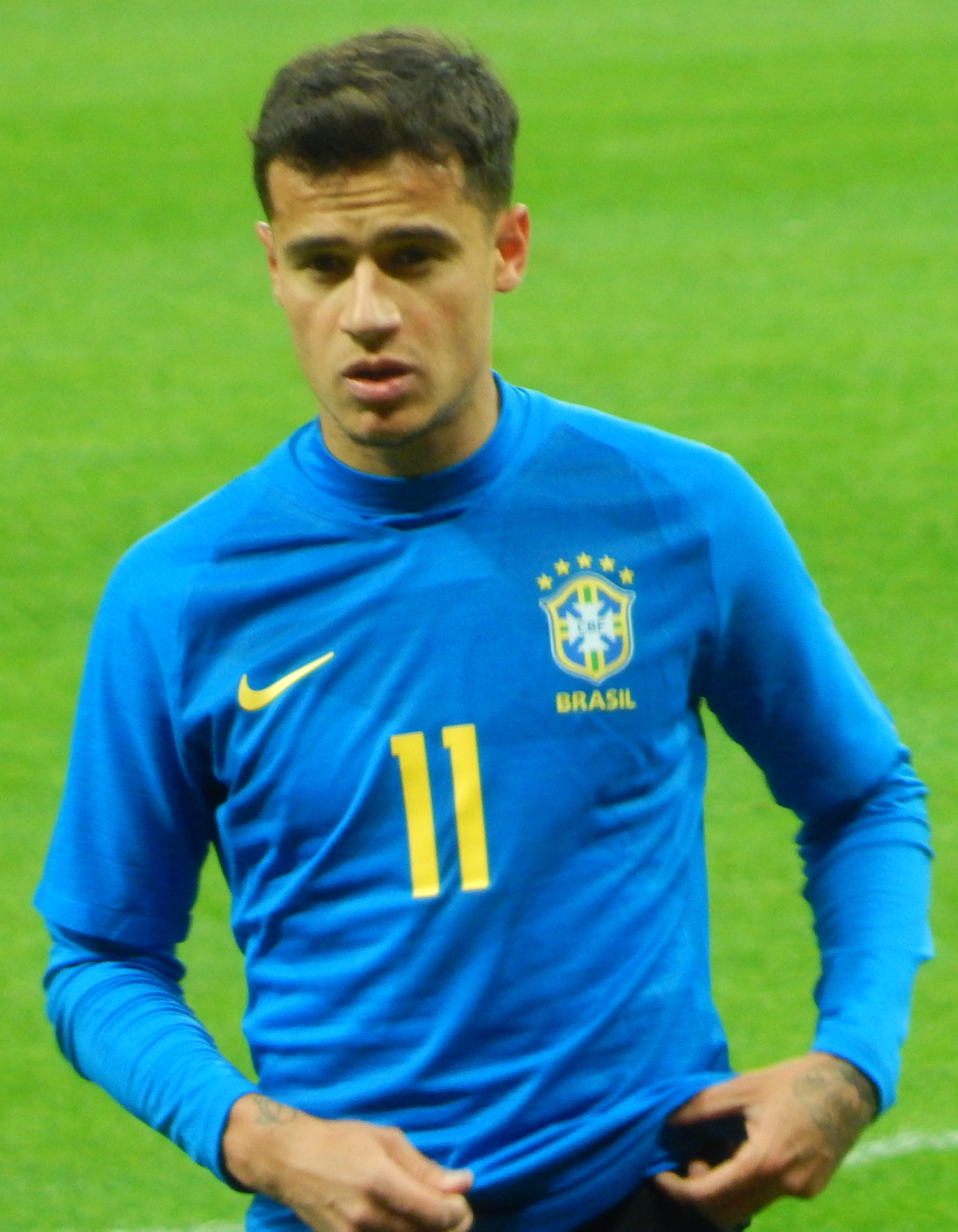
Coutinho en 2018

Después de haber hecho apariciones juveniles de Brasil desde el equipo sub-14, se convirtió en un jugador clave en la selección brasileña que ganó el Campeonato Sudamericano Sub-17 2009, marcando tres goles, y el Mundial sub-20 de 2011 donde logró otros tres goles.
Hizo su primera aparición con el primer equipo de Brasil el 7 de octubre de 2010, en un partido amistoso contra Irán. El 19 de agosto de 2014, Coutinho fue llamado a la selección nacional por el nuevo entrenador Dunga para los partidos amistosos contra Colombia y Ecuador en septiembre en los Estados Unidos, jugando los últimos 25 minutos del partido contra Ecuador. El 29 de marzo de 2015, fue seleccionado para jugar en la victoria 1-0 en el amistoso de Brasil contra Chile en Londres.
El 5 de mayo de 2015 fue incluido en la lista de convocados para la Copa América 2015, y anotó su primer gol internacional el 7 de junio, durante un amistoso por 2-0 sobre México en el Allianz Parque. Coutinho fue convocado para la Copa América Centenario en los Estados Unidos. El 8 de junio de 2016, en el segundo partido del grupo en el Citrus Bowl, anotó un hat-trick en la victoria por 7-1 contra Haití.
Fue titular en la selección de Brasil en los 5 partidos que disputaron en la Copa Mundial de 2018 en Rusia. Marcó 2 goles importantes contra Suiza y contra Costa Rica.Brasil fue eliminada en los cuartos de final al perder por 2 a 1 contra Bélgica.
El 6 de noviembre de 2022, a unas semanas de que inicie el mundial de Catar 2022, Coutinho confirmó una lesión muscular en su pierna derecha que le impedirá asistir a la justa mundialista.

### Participaciones en fases finales
| Torneo                  | Categoría              | Sede                   | Resultado              | Partidos | Goles |
| ----------------------- | ---------------------- | ---------------------- | ---------------------- | -------- | ----- |
| Sudamericano de 2007    | Sub-15                 | Brasil                 | Campeón                | 0        | 0     |
| Sudamericano de 2009    | Sub-17                 | Chile                  | Campeón                | 0        | 0     |
| Copa del Mundo de 2009  | Sub-17                 | Nigeria                | Primera fase           | 3        | 0     |
| Copa del Mundo de 2011  | Sub-20                 | Colombia               | Campeón                | 7        | 3     |
| Copa América 2015       | Absoluta               | Chile                  | Cuartos de final       | 3        | 0     |
| Copa América Centenario | Absoluta               | Estados Unidos         | Fase de grupos         | 3        | 3     |
| Copa Mundial 2018       | Absoluta               | Rusia                  | Cuartos de final       | 5        | 2     |
| Copa América 2019       | Absoluta               | Brasil                 | Campeón                | 6        | 2     |
| Total en fases finales  | Total en fases finales | Total en fases finales | Total en fases finales | 27       | 10    |

### Goles internacionales
| Gol | Fecha                    | Sede                         | Oponente    | Marcador | Resultado | Competición              |
| --- | ------------------------ | ---------------------------- | ----------- | -------- | --------- | ------------------------ |
| 1.  | 7 de junio de 2015       | Allianz Parque, São Paulo    | México      | 1–0      | 2–0       | Amistoso                 |
| 2.  | 8 de junio de 2016       | Camping World, Orlando       | Haití       | 1–0      | 7–1       | Copa América Centenario  |
| 3.  | 8 de junio de 2016       | Camping World, Orlando       | Haití       | 2–0      | 7–1       | Copa América Centenario  |
| 4.  | 8 de junio de 2016       | Camping World, Orlando       | Haití       | 7–1      | 7–1       | Copa América Centenario  |
| 5.  | 6 de octubre de 2016     | Arena das Dunas, Natal       | Bolivia     | 2–0      | 5–0       | Eliminatorias Rusia 2018 |
| 6.  | 10 de noviembre de 2016  | Mineirão, Belo Horizonte     | Argentina   | 1–0      | 3–0       | Eliminatorias Rusia 2018 |
| 7.  | 28 de marzo de 2017      | Arena Corinthians, São Paulo | Paraguay    | 1–0      | 3–0       | Eliminatorias Rusia 2018 |
| 8.  | 31 de agosto de 2017     | Arena Corinthians, São Paulo | Ecuador     | 2–0      | 2–0       | Eliminatorias Rusia 2018 |
| 9.  | 23 de marzo de 2018      | Estadio Luzhniki, Moscú      | Rusia       | 2–0      | 3–0       | Amistoso                 |
| 10. | 10 de junio de 2018      | Ernst Happel, Viena          | Austria     | 3–0      | 3–0       | Amistoso                 |
| 11. | 17 de junio de 2018      | Rostov Arena, Rostov         | Suiza       | 1–0      | 1–1       | Copa Mundial 2018        |
| 12. | 22 de junio de 2018      | Krestovski, San Petersburgo  | Costa Rica  | 1–0      | 2–0       | Copa Mundial 2018        |
| 13. | 11 de septiembre de 2018 | FedExField, Landover         | El Salvador | 3–0      | 5–0       | Amistoso                 |
| 14. | 9 de junio de 2019       | Beira-Rio, Porto Alegre      | Honduras    | 3–0      | 7–0       | Amistoso                 |
| 15. | 14 de junio de 2019      | Morumbi, São Paulo           | Bolivia     | 1–0      | 3–0       | Copa América 2019        |
| 16. | 14 de junio de 2019      | Morumbi, São Paulo           | Bolivia     | 2–0      | 3–0       | Copa América 2019        |
| 17. | 9 de octubre de 2020     | Arena Corinthians, São Paulo | Bolivia     | 5–0      | 5–0       | Eliminatorias Catar 2022 |
| 18. | 1 de febrero de 2022     | Mineirão, Belo Horizonte     | Paraguay    | 2–0      | 4–0       | Eliminatorias Catar 2022 |

## Estilo de juego
Es un director de juego dotado de una gran técnica que le viene de la práctica del fútbol sala durante su adolescencia. Se trata de un puro número 10 al estilo brasileño. Puede jugar en varias demarcaciones, como centrocampista ofensivo o de extremo. Su rapidez en carrera le permite regatear y desbordar, siendo capaz de escapar de las defensas rivales. Posee una visión del juego que le permite anticipar la jugada y dar pases precisos. Tiene un gran disparo desde fuera del área, en especial, cuando juega pegado a la banda izquierda y encara hacia el centro.

## Estadísticas

### Clubes
Actualizado hasta su último partido disputado el 7 de agosto de 2025.
| Club                         | Div.          | Temporada     | Liga  | Liga  | Liga   | Estatal | Estatal | Estatal | Copas nacionales | Copas nacionales | Copas nacionales | Torneos internacionales | Torneos internacionales | Torneos internacionales | Total | Total | Total  |
| Club                         | Div.          | Temporada     | Part. | Goles | Asist. | Part.   | Goles   | Asist.  | Part.            | Goles            | Asist.           | Part.                   | Goles                   | Asist.                  | Part. | Goles | Asist. |
| ---------------------------- | ------------- | ------------- | ----- | ----- | ------ | ------- | ------- | ------- | ---------------- | ---------------- | ---------------- | ----------------------- | ----------------------- | ----------------------- | ----- | ----- | ------ |
| C. R. Vasco da Gama · Brasil | 2.ª           | 2009          | 12    | 0     | 1      | ―       | ―       | ―       | ―                | ―                | ―                | ―                       | ―                       | ―                       | 12    | 0     | 1      |
| C. R. Vasco da Gama · Brasil | 1.ª           | 2010          | 7     | 1     | 2      | 17      | 3       | 0       | 7                | 1                | 2                | ―                       | ―                       | ―                       | 31    | 5     | 4      |
| Inter de Milán · Italia      | 1.ª           | 2010-11       | 13    | 1     | 1      | ―       | ―       | ―       | ―                | ―                | ―                | 7                       | 0                       | 1                       | 20    | 1     | 2      |
| Inter de Milán · Italia      | 1.ª           | 2011-12       | 5     | 1     | 1      | ―       | ―       | ―       | ―                | ―                | ―                | 3                       | 0                       | 0                       | 8     | 1     | 1      |
| R. C. D. Espanyol · España   | 1.ª           | 2011-12       | 16    | 5     | 1      | ―       | ―       | ―       | ―                | ―                | ―                | ―                       | ―                       | ―                       | 16    | 5     | 1      |
| R. C. D. Espanyol · España   | Total club    | Total club    | 16    | 5     | 1      | 0       | 0       | 0       | 0                | 0                | 0                | 0                       | 0                       | 0                       | 16    | 5     | 1      |
| Inter de Milán · Italia      | 1.ª           | 2012-13       | 10    | 1     | 0      | ―       | ―       | ―       | ―                | ―                | ―                | 9                       | 2                       | 1                       | 19    | 3     | 1      |
| Inter de Milán · Italia      | Total club    | Total club    | 28    | 3     | 2      | 0       | 0       | 0       | 0                | 0                | 0                | 19                      | 2                       | 2                       | 47    | 5     | 4      |
| Liverpool F. C. Inglaterra   | 1.ª           | 2012-13       | 13    | 3     | 5      | ―       | ―       | ―       | ―                | ―                | ―                | ―                       | ―                       | ―                       | 13    | 3     | 5      |
| Liverpool F. C. Inglaterra   | 1.ª           | 2013-14       | 33    | 5     | 7      | ―       | ―       | ―       | 4                | 0                | 1                | ―                       | ―                       | ―                       | 37    | 5     | 8      |
| Liverpool F. C. Inglaterra   | 1.ª           | 2014-15       | 35    | 5     | 5      | ―       | ―       | ―       | 11               | 3                | 1                | 6                       | 0                       | 0                       | 52    | 8     | 6      |
| Liverpool F. C. Inglaterra   | 1.ª           | 2015-16       | 26    | 8     | 5      | ―       | ―       | ―       | 4                | 2                | 0                | 13                      | 2                       | 2                       | 43    | 12    | 7      |
| Liverpool F. C. Inglaterra   | 1.ª           | 2016-17       | 31    | 13    | 7      | ―       | ―       | ―       | 5                | 1                | 2                | ―                       | ―                       | ―                       | 36    | 14    | 9      |
| Liverpool F. C. Inglaterra   | 1.ª           | 2017-18       | 14    | 7     | 6      | ―       | ―       | ―       | 1                | 0                | 0                | 5                       | 5                       | 2                       | 20    | 12    | 8      |
| Liverpool F. C. Inglaterra   | Total club    | Total club    | 152   | 41    | 35     | 0       | 0       | 0       | 25               | 6                | 4                | 24                      | 7                       | 4                       | 201   | 54    | 43     |
| F. C. Barcelona · España     | 1.ª           | 2017-18       | 18    | 8     | 5      | ―       | ―       | ―       | 4                | 2                | 1                | ―                       | ―                       | ―                       | 22    | 10    | 6      |
| F. C. Barcelona · España     | 1.ª           | 2018-19       | 34    | 5     | 2      | ―       | ―       | ―       | 8                | 3                | 0                | 12                      | 3                       | 3                       | 54    | 11    | 5      |
| Bayern de Múnich · Alemania  | 1.ª           | 2019-20       | 23    | 8     | 6      | ―       | ―       | ―       | 4                | 0                | 0                | 11                      | 3                       | 3                       | 38    | 11    | 9      |
| Bayern de Múnich · Alemania  | Total club    | Total club    | 23    | 8     | 6      | 0       | 0       | 0       | 4                | 0                | 0                | 11                      | 3                       | 3                       | 38    | 11    | 9      |
| F. C. Barcelona · España     | 1.ª           | 2020-21       | 12    | 2     | 2      | ―       | ―       | ―       | ―                | ―                | ―                | 2                       | 1                       | 0                       | 14    | 3     | 2      |
| F. C. Barcelona · España     | 1.ª           | 2021-22       | 12    | 2     | 0      | ―       | ―       | ―       | ―                | ―                | ―                | 4                       | 0                       | 0                       | 16    | 2     | 0      |
| F. C. Barcelona · España     | Total club    | Total club    | 76    | 17    | 9      | 0       | 0       | 0       | 12               | 5                | 1                | 18                      | 4                       | 3                       | 106   | 26    | 13     |
| Aston Villa F. C. Inglaterra | 1.ª           | 2021-22       | 19    | 5     | 3      | ―       | ―       | ―       | ―                | ―                | ―                | ―                       | ―                       | ―                       | 19    | 5     | 3      |
| Aston Villa F. C. Inglaterra | 1.ª           | 2022-23       | 20    | 1     | 0      | ―       | ―       | ―       | 2                | 0                | 0                | ―                       | ―                       | ―                       | 22    | 1     | 0      |
| Aston Villa F. C. Inglaterra | 1.ª           | 2023-24       | 2     | 0     | 0      | ―       | ―       | ―       | ―                | ―                | ―                | ―                       | ―                       | ―                       | 2     | 0     | 0      |
| Aston Villa F. C. Inglaterra | Total club    | Total club    | 41    | 6     | 3      | 0       | 0       | 0       | 2                | 0                | 0                | 0                       | 0                       | 0                       | 43    | 6     | 3      |
| Al-Duhail S. C. Catar        | 1.ª           | 2023-24       | 16    | 3     | 2      | ―       | ―       | ―       | 4                | 3                | 1                | 3                       | 2                       | 1                       | 23    | 8     | 4      |
| Al-Duhail S. C. Catar        | Total club    | Total club    | 16    | 3     | 2      | 0       | 0       | 0       | 4                | 3                | 1                | 3                       | 2                       | 1                       | 23    | 8     | 4      |
| C. R. Vasco da Gama · Brasil | 1.ª           | 2024          | 15    | 2     | 1      | ―       | ―       | ―       | 3                | 1                | 0                | ―                       | ―                       | ―                       | 18    | 3     | 1      |
| C. R. Vasco da Gama · Brasil | 1.ª           | 2025          | 10    | 0     | 1      | 8       | 2       | 0       | 6                | 3                | 0                | 6                       | 1                       | 2                       | 30    | 6     | 3      |
| C. R. Vasco da Gama · Brasil | Total club    | Total club    | 44    | 3     | 5      | 25      | 5       | 0       | 16               | 5                | 2                | 6                       | 1                       | 2                       | 91    | 14    | 9      |
| Total carrera                | Total carrera | Total carrera | 396   | 86    | 63     | 25      | 5       | 0       | 63               | 19               | 8                | 81                      | 19                      | 15                      | 565   | 129   | 86     |
| 1. 2. 3. 4.                  |               |               |       |       |        |         |         |         |                  |                  |                  |                         |                         |                         |       |       |        |

### Selecciones nacionales
Actualizado de acuerdo al último partido jugado el 2 de junio de 2022.
| Selección         | Año               | Amistosos | Amistosos | Amistosos | Eliminatorias | Eliminatorias | Eliminatorias | Continental | Continental | Continental | Mundial | Mundial | Mundial | Total | Total | Total  |
| Selección         | Año               | Part.     | Goles     | Asist.    | Part.         | Goles         | Asist.        | Part.       | Goles       | Asist.      | Part.   | Goles   | Asist.  | Part. | Goles | Asist. |
| ----------------- | ----------------- | --------- | --------- | --------- | ------------- | ------------- | ------------- | ----------- | ----------- | ----------- | ------- | ------- | ------- | ----- | ----- | ------ |
| Sub-17 · Brasil   | 2009              | —         | —         | —         | —             | —             | —             | —           | —           | —           | 3       | 0       | 1       | 3     | 0     | 1      |
| Sub-17 · Brasil   | Total             | 0         | 0         | 0         | 0             | 0             | 0             | 0           | 0           | 0           | 3       | 0       | 1       | 3     | 0     | 1      |
| Sub-20 · Brasil   | 2011              | —         | —         | —         | —             | —             | —             | —           | —           | —           | 7       | 3       | 1       | 7     | 3     | 1      |
| Sub-20 · Brasil   | Total             | 0         | 0         | 0         | 0             | 0             | 0             | 0           | 0           | 0           | 7       | 3       | 1       | 7     | 3     | 1      |
| Absoluta · Brasil | 2010              | 1         | 0         | 0         | ―             | ―             | ―             | —           | —           | —           | —       | —       | —       | 1     | 0     | 0      |
| Absoluta · Brasil | 2014              | 4         | 0         | 2         | ―             | ―             | ―             | —           | —           | —           | —       | —       | —       | 4     | 0     | 2      |
| Absoluta · Brasil | 2015              | 4         | 1         | 0         | ―             | ―             | ―             | 3           | 0           | 0           | —       | —       | —       | 7     | 1     | 0      |
| Absoluta · Brasil | 2016              | 1         | 0         | 1         | 7             | 2             | 2             | 3           | 3           | 0           | —       | —       | —       | 11    | 5     | 3      |
| Absoluta · Brasil | 2017              | 3         | 0         | 0         | 6             | 2             | 0             | —           | —           | —           | —       | —       | —       | 9     | 2     | 0      |
| Absoluta · Brasil | 2018              | 8         | 3         | 1         | ―             | ―             | ―             | —           | —           | —           | 5       | 2       | 2       | 13    | 5     | 3      |
| Absoluta · Brasil | 2019              | 10        | 2         | 1         | ―             | ―             | ―             | 6           | 2           | 1           | —       | —       | —       | 16    | 4     | 2      |
| Absoluta · Brasil | 2020              | ―         | ―         | ―         | 2             | 1             | 1             | —           | —           | —           | —       | —       | —       | 2     | 1     | 1      |
| Absoluta · Brasil | 2022              | 1         | 1         | 0         | 4             | 2             | 0             | —           | —           | —           | —       | —       | —       | 5     | 3     | 0      |
| Absoluta · Brasil | Total             | 32        | 7         | 5         | 19            | 7             | 3             | 12          | 5           | 1           | 5       | 2       | 2       | 68    | 21    | 11     |
| Total selecciones | Total selecciones | 32        | 7         | 5         | 19            | 7             | 3             | 12          | 5           | 1           | 15      | 5       | 4       | 78    | 24    | 13     |
| 1. 2. 3.          |                   |           |           |           |               |               |               |             |             |             |         |         |         |       |       |        |

### Hat-tricks
| Lista de partidos en los que anotó tres o más goles | Lista de partidos en los que anotó tres o más goles | Lista de partidos en los que anotó tres o más goles | Lista de partidos en los que anotó tres o más goles | Lista de partidos en los que anotó tres o más goles | Lista de partidos en los que anotó tres o más goles | Lista de partidos en los que anotó tres o más goles |
| N.º                                                 | Fecha                                               | Estadio                                             | Partido                                             | Goles                                               | Resultado                                           | Competición                                         |
| --------------------------------------------------- | --------------------------------------------------- | --------------------------------------------------- | --------------------------------------------------- | --------------------------------------------------- | --------------------------------------------------- | --------------------------------------------------- |
| 1                                                   | 8 de junio de 2016                                  | Citrus Bowl, Orlando                                | Brasil - Haití                                      |                                                     | 7 - 1                                               | Copa América Centenario 2016                        |
| 2                                                   | 6 de diciembre de 2017                              | Anfield, Liverpool                                  | Liverpool FC - Spartak Moscú                        |                                                     | 7 - 0                                               | Champions League 2017-18                            |
| 3                                                   | 13 de mayo de 2018                                  | Ciudad de Valencia, Valencia                        | Levante UD - F. C. Barcelona                        |                                                     | 5 - 4                                               | Primera División 2017-18                            |
| 4                                                   | 14 de diciembre de 2019                             | Allianz Arena, Múnich                               | F. C. Bayern - Werder Bremen                        |                                                     | 6 - 1                                               | 1. Bundesliga 2019-20                               |

### Resumen estadístico
| Torneo                  | Part. | Goles | Asist. |
| ----------------------- | ----- | ----- | ------ |
| Liga                    | 394   | 86    | 63     |
| Torneos estatales       | 25    | 5     | 0      |
| Copas nacionales        | 61    | 18    | 8      |
| Torneos internacionales | 81    | 19    | 15     |
| Selección de Brasil     | 68    | 21    | 11     |
| Total                   | 629   | 149   | 97     |

## Palmarés

### Campeonatos nacionales
| Título              | Club                | País     | Año     |
| ------------------- | ------------------- | -------- | ------- |
| Serie B             | C. R. Vasco da Gama | Brasil   | 2009    |
| Supercopa de Italia | Inter de Milán      | Italia   | 2010    |
| Copa Italia         | Inter de Milán      | Italia   | 2010-11 |
| Copa del Rey        | F. C. Barcelona     | España   | 2017-18 |
| Liga Española       | F. C. Barcelona     | España   | 2017-18 |
| Supercopa de España | F. C. Barcelona     | España   | 2018    |
| Liga Española       | F. C. Barcelona     | España   | 2018-19 |
| Bundesliga          | Bayern de Múnich    | Alemania | 2019-20 |
| Copa de Alemania    | Bayern de Múnich    | Alemania | 2019-20 |
| Copa del Rey        | F. C. Barcelona     | España   | 2020-21 |

### Campeonatos internacionales
| Título                         | Club (*)            | Sede     | Año     |
| ------------------------------ | ------------------- | -------- | ------- |
| Campeonato Sudamericano Sub-15 | Brasil sub-15       | Brasil   | 2007    |
| Campeonato Sudamericano Sub-17 | Brasil sub-17       | Chile    | 2009    |
| Copa Mundial Sub-20            | Brasil sub-20       | Colombia | 2011    |
| Copa América                   | Selección de Brasil | Brasil   | 2019    |
| Liga de Campeones de la UEFA   | Bayern de Múnich    | Lisboa   | 2019-20 |

(*) Incluyendo la selección.

### Distinciones individuales
| Distinción                                              | Año  |
| ------------------------------------------------------- | ---- |
| Premio al Mejor centrocampista del Campeonato Carioca   | 2010 |
| PFA Fans' Jugador del mes de la Premier League: febrero | 2015 |
| Elegido en el Equipo del Año PFA                        | 2015 |
| Liverpool FC Fans' Jugador del año                      | 2015 |
| Liverpool FC Players' Jugador del año                   | 2015 |
| Elegido en el Equipo del año Liga Europa 2015-16        | 2016 |
| Liverpool FC Players' Jugador del año                   | 2016 |
| Liverpool FC Fans' Jugador del año                      | 2016 |
| Samba de Oro (mejor jugador brasileño en Europa)        | 2016 |
| MVP contra Haití en la Copa América 2016                | 2016 |
| MVP contra Suiza en la Copa Mundial Rusia.              | 2018 |
| MVP contra Costa Rica en la Copa Mundial Rusia.         | 2018 |
| Elegido en el Once Ideal del Mundial 2018               | 2018 |
| MVP contra Bolivia en la Copa América 2019              | 2019 |
| MVP contra Venezuela en la Copa América 2019            | 2019 |